# 戦闘破壊学園ダンゲロス
『戦闘破壊学園ダンゲロス』（せんとうはかいがくえんダンゲロス）は、架神恭介/著、左/イラストによる日本のライトノベル。ダンゲロスシリーズ1作目。第3回講談社BOX新人賞“Powers”Talents賞受賞作。講談社のPowersBOXより刊行。およびそれを原作とした横田卓馬による漫画作品、同名のシェアード・ワールドについても記述する。

## 概要
提唱者「架神恭介」および有志が2007年よりネットコミュニティ上で定期的に開催しているウォーシミュレーションRPG『戦闘破壊学園ダンゲロス』のリプレイという体裁を取って執筆されたオリジナル作品。極めて自由なシェアード・ワールドの一翼として設定された。
架神の小説処女作品であり、友人のありさちゃんが小説を書いているのを見て、小説って誰でも書けるんだと思って執筆したところ講談社BOX新人賞を受賞した。
「魔人」と呼ばれる異能力者が闊歩する世界観の現代日本、東京湾に浮かぶ巨大な人工島「希望崎学園」において二陣営に分かれた魔人と、報酬を求めて乱入した「転校生」との間に行われる三つ巴の殺し合いを描く。物語の冒頭などでこれがゲームの小説化であることを明示するなど多層構造を仄めかした世界観となっており、メタ・フィクションの色合いが濃いのも特徴である。
生徒会と不良グループの対立や「転校生」という名詞が特別な意味を持ち異界から召喚されるなどの要素は菊地秀行の魔界学園シリーズに触発されたものである。また、能力バトルに極力ご都合主義を排し、エログロ要素をふんだんに盛り込むなど山田風太郎の忍法帖シリーズなどを連想される作品となっている。能力バトルについて架神自身（実在のほう）は安能務の封神演義のようなニュアンスを出したかったと述べている。架神恭介のライフワークである仏教思想も世界観設定に活かされており、作者の趣向の集大成と言える作品となった。
原作ゲーム中で「魔人」という形で作成されたキャラクターは二次創作利用を無償かつ無断で可能という規約を了解したうえで投稿されており、読者投稿のような形で小説内に登場した際も金銭の授受などは発生しない。この特性は提唱者である架神恭介本人にも適用されており、小説版を除き、本人の手に依らないコミカライズなどによって印税分配が発生しないという特異な形での出版契約となった。なお、アニメ化の企画も上がったが、その場合は製作委員会にグッズ化の権利を譲渡することになり、二次創作利用が自由でなくなるという理由から頓挫している。
漫画版は月刊ヤングマガジンにて2012年1月号から2015年5月号まで横田卓馬作画で連載され、ヤンマガKCスペシャルより刊行された。全8巻。漫画版について横田は前述の二次創作に関する規定から、原作者である架神に連絡することなく執筆を開始しており、架神は月刊ヤングマガジンに掲載されているのを見て、漫画化のことを初めて知ったという。内容についても架神は事前確認をしていない。

## あらすじ
二〇一〇年、希望崎学園は揺れていた。一般生徒の庇護者として尊敬の念を集める「生徒会」とかつての暴威の記憶も新しい集団「番長グループ」、かねてより軋轢を深めていた両陣営は遂に一触即発から戦争状態へ突入。
時同じくして異界より召喚されし時空の旅人「転校生」――両陣営の抹殺を狙う彼らもまた動きだしている。彼らはミス・ダンゲロス「天音沙希」を報酬とし、依頼遂行の際にはいざ持ち帰らんと早くも手元に置いている。
一般生徒、両性院男女はこの凶報を知り、あえて番長グループという火中に身を投じる。それは彼が隠していた魔人能力を見込まれてのものだったが、渦中の中で揉まれながら、それはいずれ確信と決断へと変わっていく――。
愛と欲望、たぎるリビドーとタナトス。誰もが望まぬままに破局に向かっていくと知る者は神以外にはいやしない。少年は世界を知った。

## 登場人物
両性院 男女（りょうせいいん おとめ）
- 学年：二年生
- 誕生日：10月19日

本作の主人公。隠れ魔人。
名が表すような中性的な容姿の温厚な少年で、天音とは互いに一歩踏み出せない恋人未満友達以上のような関係。魔人としては中学時代に受けた後遺症のため腕力に優れず一般人並みであるが頭が切れ、特に土壇場で正解を掴み取る判断力に優れる。常に鞄を持ち歩いており、中身を自分以外の誰にも見せようとしない。
自身の持つ性転換能力を知った番長グループによって「赤紙」による呼び出しを受け、同時に別グループの「転校生」に天音が拉致されたことを知る。当初は親友のミツル同様に番長グループを校内の無頼魔人の集団としか思っておらず、生徒会を信頼していたが彼らの実態を知って心動いていく。
対立陣営の中に巻き込まれた個人という弱い在り方であり、拘束されることも多いなど戦力という面で見れば最後までは無力な立ち位置にいたが、要所で披露される彼の考察は時に今回の構図をよく知る者たちを驚かせるものがあり、幼少の折に守りぬくと誓った天音を取り戻す最後の逆転の布石へと繋がっていくことになる。
能力名：チンパイ
性別転換能力。対象が男性の場合はペニスを、女性の場合は両胸の乳房を掴み、「チンパイ！」と叫ぶことで発動する。
発動後はペニスまたは両乳房がポロリととれた後、性別転換が徐々に進行する。また、対象の体に負担がかかるものの、性転換の速度を促進することも可能。
性別を戻す条件は取れた局部を元の場所に戻すだけで、両性院の能力を発動させる必要はない。性別を変じる際は徐々に変わるが、元に戻る際は一瞬という特徴には彼のとある「認識」が深く関わっている。
性転換後の容姿・体格の変化は人によって個人差がある。邪賢王に対して発動した際に、彼が美少女へと変化したことは図らずも番長グループの面々の士気の向上に繋がったが、男性時に比べて腕力などは大きく低下している。

天音 沙希（あまね さき）
- 学年：二年生
- 誕生日：5月5日

本作のヒロイン。非魔人。
両性院の幼馴染の女の子で、付き合ってこそいないが互いに想い合う仲である。可憐な容姿と、魔人でも分け隔てなく付き合おうとする裏表のなく芯の強い性格から一般・魔人問わず人気が高く、昨年度（2009年）の学園祭ではミス・ダンゲロスに選ばれている。
一方で一度正しいと決めたことは譲らない頑なところもあり、幼い頃はいじめっ子に積極的につっかかっていったという意外な面も持っている。
それら善良な性質は「転校生」にも好かれており、転校生派遣窓口から報酬として回答された。そのため長谷部によって拉致され、作中では最後の局面まで一糸まとわぬ姿で眠らされたまま磔にされていた。両性院にとって想い人の彼女の救出は一大命題であり奮闘されることになる。
川井 ミツル（かわい ミツル）
- 学年：二年生

両性院、天音にとって共通の友人。非魔人。
ハルマゲドン発動当日に両性院宛に送られた「赤紙」を彼とともに目撃し、無力なりに友の力となろうとするが両性院からは隠れ魔人であることをカミングアウトされ帰宅を促される。
今まで親友が黙っていたことに怒りこそ隠せなかったものの、彼の熱い友情は魔人相手でも全く変わることはなく再会を信じる言葉を叫び別れた。
歩 渡（あゆみ わたる）
中学時代の両性院、天音のクラスメイト。
中学二年生の折、修学旅行先の京都で土産物の木刀を手に取った瞬間に突如として魔人に覚醒し、跳ね上がった腕力と獲得した短距離テレポーテーション能力を使って多数の級友を殺傷する。破壊衝動に呑まれながらも半ば打算と怨念を込めてかねてより執着していた天音を惨殺しようとしたところを両性院に阻まれる。両性院の両肩に後遺症が残るほどの打撲を負わせるも、彼の能力を受けた動揺により、能力を暴発させた末に清水の舞台から転落死する。
生前は日常から歪んだ性癖を喜々として弟の透相手に吐きだしており、彼を恐怖させていた。両性院と対面した弟の口からは三年の時を経たとはいえ軽蔑し嫌っていたこと、よくぞ止めてくれたという言葉が語られている。
能力名：瞬間☆少年JUMP（漫画版）
短距離瞬間移動能力。移動距離は一度に5メートルずつ、連続での使用には0.2秒間のクールダウンが必要になる。
原作では能力の運用は描かれたものの単に瞬間移動能力とのみ書かれたが、漫画版のオリジナル要素として能力名が新たに命名されている。

浅宮 ミヅキ（あさみや ミヅキ）
中学時代の両性院、天音のクラスメイト。
修学旅行を前にして魔人覚醒し、肝心の旅行で素行不良気味な魔人班への編入が決まってしまった少女。善良だが社会と溝が出来てしまった魔人の一例として描かれ、他の級友たちからの表面的な人間関係に変化はなかったものの、魔人班編入への表立っての抗議は天音一人きりであった。
小説版での出番はこれだけだったが、漫画版では希望崎学園に入学したようであり台詞こそないものの彼女らしき小柄な少女が両性院たちと連れ立って歩いているコマが散見される。短編『ダンゲロス・ベースボール』の記述によるとおそらく降雨能力者。
阿摩羅識 ぎりか
作中開始時から遡ること、能力を用いて大惨事を引き起こしたと思しき魔人。
後述の「識家」の一員として上位世界上に同一人物が存在すると思われる。
能力名：サンカーシャ
世界接合能力。挙動は短編『ダンゲロス・ベースボール』の記述に詳しく、ジュラ紀と現代を繋げて世界的にパニックを起こしたことで知られている。

黒川 メイ（くろかわ メイ）
校長。
27歳という若齢で希望崎学園の校長に着任した。若く美人であることと、ドジを隠せずよく躓いて転んでいたりする親しみやすさと、極めて非協力的だった前任者と比べ生徒会の活動に理解を示したことから一般生徒からの評判は高い。
ド正義は彼女に対して、生徒会室の提供や予算の増額など便宜を図ってくれたことに感謝はしているが、善意のまま天然で思わぬ事態を引き起こすことに複雑な思いを抱えてもいる。
長谷部 敏樹（はせべ としき）
数学教師。非魔人。
幼少期から特に原因は無いが病的なまでの魔人嫌いで、常日頃から魔人への侮蔑を公言する中年男性。小心者で保身を第一にする性格だが、生徒会の「学園総死刑化計画」進行に懸念はしていた模様。番長グループとの対立激化に伴う黒川校長のハルマゲドン開催宣言を好機として転校生を異界から召喚、主に個人的感情から気に入らない魔人の皆殺しを狙う。
性格に極めて難がある通り、善良な魔人はおろか魔人への好意を隠さない教え子まで嫌って平然と犠牲にする外道だが数学者としては有能であった。なお、前職場である大学研究室から希望崎学園へ左遷されたのは日常からの放言が上層階級に属する魔人の気に障ったためとされている。

### 生徒会
ド正義 卓也（ドせいぎ たくや）
- 学年：三年生
- 誕生日：12月23日

生徒会会長。
希望崎入学から数ヶ月で学内の不逞魔人を皆殺しにし、虐げられていた魔人を前身とする現役員たちと共に治安維持機関である生徒会を設立。生徒会役員の魔人能力による力の担保の下に法の秩序を打ち立て、希望崎を全国でも群を抜いて安全な学園に作り変えた男。
清廉潔白を絵に描いたような長身かつ眼鏡をかけた美男子で、一見すると融通が利かなさそうに思われるが実際は為政のためになら司法取引に応じ、性格に難のある犯罪者を生徒会役員に加える等、清濁併せ呑む器量の持ち主。堅物かと思えば人情を解する方である。生徒会役員への思いは非常に強く、彼らを失った際に取り乱す一面もあった。
「学園自治法」成立に深く関わったド正義克也の実子。魔人について研究を行っている父の影響か、魔人能力の実態について深い造詣を持つ。
能力名：超高潔速攻裁判
学園最強と称される即死能力。ド正義が“悪”だと“認識”した者を睨みつけることで発動し、審理の過程と処刑の執行を早回しにしてその場で即座に対象者を死刑にしてしまう。
ただし、勝手な決めつけでの発動は不可能であり、「現地の法律に則って」死刑相当の罪を犯したものにしか発動はしない。また、ド正義自身が対象の犯罪を目撃していない限りは目撃者の証言や物的証拠による犯罪の立証が必要となるが、仮に冤罪で対象を殺してしまってもド正義には何のリスクもない。

赤蝮伝斎（あかまむし でんさい）
- 学年：三年生

生徒会副会長。
イボガエルを連想される極めて容貌醜悪な小男。押し潰したかのような声で時代劇もかくやという古めかしい喋り方をする。ただし、頭の冴えは明晰で生徒会長を補完するように冷徹な判断を下せるため、下記の悪癖に由来する人格面での評価を除けばド正義からの信任は厚い。小説・漫画共に極めて卑猥な髪型をしている。
自他ともに認めるレイプ魔であり、バイセクシャル。老若男女を問わず守備範囲は非常に広いが、食指が動くのは処女（男性の場合は、いわゆる「後ろの処女」）のみという強いポリシーを持ち、彼の能力の発動条件にもそれが反映されている。
性癖を抜きにすれば、生徒会役員でも常識をわきまえた方であり人心の機微を察する力もある。能力の特性も併せて、ド正義の「学園総死刑化計画」の肝となる人物。
なお、漫画版で彼の能力によって操作するペニスは「魔物」と名付けられ、おぞましいビジュアルで描かれているが能力の運用と挙動自体は原作版と全く相違はない。
能力名：メギド
因果を超えた強制レイプ能力。
対象の「“処女”を奪う」と赤蝮が心に決めた瞬間に発動し、その時点で彼が対象の処女を奪い終わるまでは赤蝮を殺すこともできず、彼のペニスを断ち切ることも不可能、地球の裏側へとワープしても瞬時に追いつき、事が終わるまでは自殺を試みることもできない。
この能力とド正義の「超高潔速攻裁判」を組み合わせ、対象が処女であれば、あらゆる魔人を「レイプは加害者被害者ともに極刑」という「学園総死刑化計画」の新校則の違反者とすることが可能になる。それによって全生徒の生殺与奪を握ることが目的であった。とはいえド正義も初めはこの手段を快くは思っておらず、当初は鏡子にこの役割を託すつもりであったが、彼女が生徒会入りを断ったことによる次善の策であった模様。
また、この能力と両性院の能力の相克が、本作の根幹にかかわるテーマにも繋がっている。

範馬 慎太郎（はんま しんたろう）
- 学年：三年生

生徒会役員。風紀委員長。
生徒会屈指の鍛え上げられた肉体を持つマッチョイズムの権化。見たとおりの体育会系で架神と並ぶ生徒会タカ派急先鋒だが、彼と違って決して頭は悪くない。筋骨隆々で雄々しい男性を愛する同性愛者で、その裏返しとして女性のことを激しく嫌っている性差別主義者。
能力は非常に単純だがそれゆえ隙は無く、渡り廊下などの特定の地形で相手を迎え撃つには最適と言える。
シリーズ第二作『飛行迷宮学園ダンゲロス』には別世界における同一人物として登場しているが、立場は大きく異なる。
能力名：ミスバスターズ
ハンマー投げ用のハンマーを相手に投げつける能力。
回転が加わるほどに威力は上昇し、着弾すると爆発する。数回転でも一般的な魔人なら必死の威力を有している。
なお、能力名は爆発演出を頻発させる都市伝説検証番組『怪しい伝説（MythBusters）』に由来する。

エース
- 学年：三年生

生徒会役員。
福本の親友。性格や性癖に難のある人物が多い生徒会役員の中で数少ないまともな人格の持ち主の上、前線に立てる能力、一定水準の判断力を持ちド正義からの信頼も厚い。
作中ではリンドウ、夜夢両名の遺体回収や鏡子襲撃の指揮などド正義の指示の下、様々に立ち回る。
能力名：銛先
必殺シュートを撃つことが出来る能力。運用する際にはサイコロや消しゴムのような小物を使用するが、それでも当たれば人間の頭部を粉砕する威力を持っている。

架神 恭介（かがみ きょうすけ）
- 学年：三年生
- 誕生日：3月28日

生徒会役員。
原作冒頭と中盤でTRPGの案内役として登場し、同名キャラクターを作成した作者の分身と言うべき存在でもある（漫画版でこの段落はカットされている）。
作中の登場人物としては生徒会に属するタカ派魔人。番長グループの粛清をかねてより訴えていたが、特に確固とした考えや恨みは持っておらず、ただやみくもに主張するでしかなかった（漫画版では範馬等同様旧番長グループに悲惨な目に遭わされ、ド正義に救われていた描写が追加されている）。
生徒会内でも微妙に浮いたうえに小馬鹿にされるポジションにおり、同じタカ派の範馬からも「策士ぶる癖に頭が悪い」などと酷評されている。ただし、その態度から一之瀬のような一部の下級生からは慕われており面倒見も悪くはなかった。能力の関係からか料理、特にカレー作りが上手い。
能力は戦闘には役に立たないものと思われたが、両陣営の和睦の場である「なかよしお楽しみ会」にて防御に特化した口舌院の能力の穴を突いてまさかの格上殺しを果たす。
治安維持機構としての手前と番長グループへの手打ちとして特一級極刑に処されるが、当初はただのポーズであり助命が叶うものだと高をくくっていた。しかし鋸挽きによって体を足元から寸刻みにされる恐怖と苦痛を味わい、体を半分以上失ったところでもはや助からないと悟るとド正義へ裏切られたことへの絶望と怨嗟に満ちた最期の叫びを発して事切れた。
この末期の声が口舌院の死にド正義が関与していることを明白に指し示して番長グループの怒りに火を付けたことから今回の事件の元凶の一人と言える。なお、カレーは作者「架神 恭介」の好物料理でもある。
能力名：サドンデスソース
性質変化能力。視界に入るカレーの辛さを念じるだけでお子様カレーから激辛カレーまで自在に操ることができる。
一見料理の役にしかたたない能力であるものの、度を過ぎたカレーの辛さは劇薬と何ら変わりはなく、最辛設定に設定された彼のカレーを食べたものは頭が爆発して死ぬという非常に剣呑な特性を併せ持っており、この能力を利用して番長グループ最強の防御能力者である口舌院言葉を暗殺した。

一刀両 断（いとり たち）
- 学年：二年生
- 誕生日：5月9日

生徒会役員。女子魔人剣道部部長。
ショートカットの美少女で、上半身はセーラー服だが、下半身は袴であり脇からは褌がチラ見えという独特な服装をしている。
女子魔人剣士として全国最強の実力者だが、白金翔一郎と以前手合わせをした際は性差から来る力の差によってか敗れ、全力を出させることも叶わなかった。以降は手加減抜きの対等の立場での殺し合いを望んでおり、ハルマゲドンを絶好の機会として奮起している。
真面目な努力家で生徒会への忠義も厚いが、その実は非常に天然。性に関しては初心を通り越して無知であり「セックス」の本当の意味を知らない。想い人である白金翔一郎との命を賭けた果たし合いを頑なに望むのは本人は剣士としての感情ゆえと思い込んでいるが、その中に恋愛感情と性的興奮がごた混ぜになっていることに気付いていない。
能力名：先手必勝一撃必殺
カウンター能力。
抜刀の構えから自動発動し、一刀両の意思に関係なく、相手の攻撃に反応して必ず先に自分の抜刀術を当てることができる。ただし、一撃で相手を仕留められなかった場合は一刀両はその場で割腹自殺をせねばならない。
後述する“福本剣”を装備することで「先手」「必中」「必殺」の三要素を備え、失敗した際のリスクを考える必要もない、“転校生”さえ仕留めうる最強の攻撃能力といえる。

友釣 香魚（ともづり あゆ）
- 学年：二年生
- 誕生日：11月8日

生徒会役員。
中学時代は魔人を差別するわけでもなく、単に縁遠いだけの普通の少女だったが地元の非魔人大学生における輪姦を受け魔人覚醒する。
直後から世間の好奇や偏見の目による激しいバッシングに加え、守ろうとすら思っていた以前の親友二人（ちか・ゆう）にさえ裏切られ彼女たちから特に執拗ないじめを受ける。そこをリンドウと夜夢アキラの両名に助けられ、新たに友人関係となった。
希望崎学園にはその二人と共に入学し、かつて呪った能力を治安維持のために役立てるべく生徒会に入り、新たな友人も得て以前のような明るさを取り戻した。身体能力的には普通の人間とは変わらないが、能力は全敵対陣営から警戒されている通り非常に強力であり今回の戦いのキーパーソンとなった。
なお漫画版のおまけによると、親友のリンドウと夜夢アキラの両名はいい友達であり、恋愛感情の類は抱いていないらしい。
能力名：災玉（さいたま）
強姦事件の被害に遭ったことで覚醒した、男性のみに感染するウイルス創造能力。
ウイルスに感染した男性は友釣が知り得た限りのありとあらゆる性病を全身で発症し、尋常ならざる量の精液を吐き散らしながら金玉が爆裂し、絶命する。有効射程は本人を中心として半径20メートルほど。
生徒会側の切り札としてこの能力の存在は番長グループ側にも知られており、彼女の無力化の為に両性院は番長グループから呼び出しを受けることになった。

怨み崎 Death子（うらみざき ですこ）
- 学年：二年生
- 誕生日：2月19日

生徒会役員。絶子の従姉妹。
戦慄的面構えを持った恋する乙女。内面はいわゆる白馬の王子様を待ち望むだけの過剰に惚れっぽく夢見がちな少女なのだが、能力と本人の性格の取り合わせが最悪で、思い込みが激しいため希望崎学園入学までに六人もの無関係な男性を死に陥れている。
が、魔人学園に追いやられた後も新たな恋を求めるポジティブさに微塵も陰りはなかった。あまりに凶悪な能力を持つため必然的に遠巻きにされる生活を送っていたが、邪賢王率いる番長グループから送られてきた「赤紙」を彼からのラブレターのように捉えて惚れ込んでしまう。
そのまま番長グループに入って傍から見ると一方通行な恋愛沙汰を繰り広げていたが、あげはが勧誘されるにあたって短絡的思考から来る嫉妬によって邪賢王に能力を発動してしまう。報復を恐れた彼女はかねてより心配していた絶子の必死の嘆願によって生徒会の庇護を求め移籍することになる。
小説版ではそれきり報復が来ないことから自ら邪賢王の真意を悟ったが、漫画版では彼の口から語られたほかにDeath子の好意を受け止めきれなかった初心さを謝罪する一幕が追加されている。そのため、いつになく悔やみ敵対陣営にいながら邪賢王の身を案じていたようである。
能力名：自殺ブリミナル
絶子が振られたと判断した男性に対し、視聴覚を通じて自殺を強要するサブリミナル・メッセージが対象の感覚するすべての物体を通して発せられるようになる能力。
自身の耳目を潰すか、Death子本人を殺すなどの手を打たなければ対象は死に至る。事実上、遠隔呪殺能力といえる。例外的に邪賢王は自殺行為に耐えられる極めて頑強な肉体を持っていたので能力を日々受けていても死を免れることが出来ていた。
ちなみにDeath子の性格上ほぼ衝動的に発動し、自身の意思に関わらず解除は不可能。ただし、発動が停止した場合本人が自覚することが可能である。

歪み崎 絶子（ゆがみざき ぜつこ）
- 学年：二年生

生徒会役員。Death子の従姉妹。
奇人変人の集う生徒会で珍しい良識人の一人で空気を読む才に長け、的確な心配りが出来る。天音の友人でもあり、付かず離れずな両性院との関係性を微笑ましく見守っている。
生徒会の心身のケアを担当しており、Death子ら精神に問題を抱えている魔人が生徒会在籍を認められていることには彼女の存在が大きい。
能力名：ユガミズム
同意を得た対象の精神と肉体の健康を入れ替える能力。
必然的に性格破綻者に使用すると致命傷になりかねないが、絶子はこの能力を自分自身に使用したことから常人より肉体的に脆弱になったものの極めて健全な精神を手に入れる。副次効果として人間の精神状態を大まかに観測することも出来、心理を類推できる。

ファーティマ・アズライール
- 学年：二年生

生徒会会計。
中東からの留学生だったが、ド正義に賛同して生徒会の一員となる。生徒会は一般生徒に対して使途不明の上納金の納付を義務付けているのだが、集められた資金の用途は主に彼の能力を活用するためということが大きい。
ちなみにファーティマはイスラム圏で広く用いられる女性名である通り原作ゲーム中では女性だが、書籍版（漫画版）では男性に変更されている。
能力名：損害保険の法則
アズライールの半径50m以内にいる「保険契約者」に対して、病気や怪我・死亡事故といった“万一のこと”を一定の金額を支払うことで「なかったこと」にする能力。通常の保険契約とは文字通り逆の法則ということになる。
ダメージに応じて支払金額も上昇し、五体バラバラに爆散した範馬の蘇生には生徒会の積立金1,000万円以上を消費しても足りず、火傷などのダメージまでは修復できなかった。

フジオカ
- 学年：三年生

爆弾魔の魔人。敵味方問わず人間が爆死する姿に悦楽を感じる危険人物。
漫画版では迷彩服を着た軍人風に描かれているが、明らかに学生には見えないほど老けた顔立ちである。爆弾の外観は小説版では汚い字で「じばくボタン」と書かれたもので統一されているが、漫画版ではバスの降車ボタンや火災報知器など多種多様なものを設置している。
能力名：バザーボム
仕掛けた爆発物に「人の理性のタガを緩める能力」を付与する能力。
作中では様々な「ボタン」の形で発動し、動揺した番長グループの面々を「ボタンを押したくてたまらない魅力」によって揺さぶり、多数爆殺した。
暗示は絶対的なものではなく、精神力の強いものはそもそもボタンが見えず、また、より原始的な欲求の前では暗示も無効化される。作中では邪賢王が胸を露出したことで、「美少女のおっぱいを揉みたい」という欲求により無効化された。

xx（読み方不明）
- 学年：三年生

生徒会書記。生徒会の情報面を一手に担う。以前は多数の生徒を昏睡状態に追いこんだ事件を起こしたが、フジオカ同様に生徒会加入に伴って罪状を不問に処された司法取引組の一人。
電脳空間に意識を宿す魔人であり、パソコンの前に残された肉体は最低限の生命維持活動だけを行っている。好物は甘海老。
漫画版では禿頭で生気が抜けた虚ろな目をした学生服の男、電脳空間ではワイヤーフレームで構成されたアバターとして描かれている。アバターは下半身がない影法師のような姿で、本体を戯画化したような印象。
能力名：インターネット殺人事件
人間の頭脳をコンピューターに見立て、電脳網を通して対象に接続、相手の精神を電脳空間に拘束する能力。携帯電話などの通信機器を通して発動。電脳空間で動けるのはxxのみであり、外部から通信機器を破壊しない限りは能力の解除も不可能。

福本忠弘（ふくもと ただひろ）
生徒会役員。エースの親友。
魔人が製作した刀が世間的に認められないという理由から自己実現の場を求めてエースと共に荒廃していると思わなかった希望崎学園へ入学する。
魔人同士の抗争の中で有用性が認められ、福本が刀匠として打った刀は数十本単位で学内に流通することになるがそれはあくまで道具としての価値であり、番長グループに召し抱えられ一応の安全が得られる形になっても全く本意ではなかった。
ド正義の活躍を聞き、無理矢理従わされると知りながらも番長グループを前に協力しない旨の啖呵（小説版と漫画版で内容が微妙に異なる）を切るが、直後にド正義に助けられる。ド正義の鷹揚な判断によって罪を問われることなく、旧番長グループ壊滅後は生徒会の初期メンバーに加わった。
生徒会に居場所を得、治安維持という大義のために数々の刀を生みだすが、最期は死後に己の名を冠されることになる傑作を作り上げると両手両足を今生への名残としてこの世を去った。
能力名：鬼神刀工
鬼の力を借りて刀を生み出す能力。
旧番長グループの脅迫と本人の発言を考慮すると、特定人物を殺すためといった用途に応じた刀の製作も可能であったようである。
彼の命と引き換えに生み出された“福本剣”は「必中」「両断」「即死」という結果を強引に押しつける刀の形をした呪いとまで称されるものであり、生徒会最強の剣士である一刀両断に託された。

夢見崎 アルパ（ゆめみざき アルパ）
- 学年：三年生

生徒会役員。
特に生徒会の活動に興味を持っているわけでなく、非協力的で不真面目な態度を取る。常にふわついた態度で校内を闊歩し、気に入った女子がいれば口説くという生活を送っている。美男子で口も上手くて優しいためほだされる女生徒も皆無ではないが、非常に惚れっぽく飽きっぽい。
その本性は想い人の女子に考えうるだけ残酷な手段で自分を殺させることで相手の精神を狂わせ、その中で永遠に生き続けることを“純愛”と思い込んで人生の目的とする作中随一の狂人。ただし、アルパの生命力は魔人としても非常識なまでに高いため、彼の願いが果たされることは難しいだろう。
能力名：キミとボクの二人の世界
惚れた相手が“魔人”であった場合、相手の能力の対象を永続的に彼自身に限定する能力。
能力を解除するにはアルパを殺害するか、アルパが対象者への恋心・関心を失うことが条件となる。

鈴藤 啓太（りんどう けいた）
- 学年：二年生

生徒会役員。
通称「リンドウ」。顔を縦横に横切る傷跡やライオンのように逆立った髪が恐ろし気な大柄の男子生徒。
番長グループの「夜夢アキラ」とは古くから馴染の親友であるとともに、ハルマゲドンでは友釣を巡って争う敵同士でもある。友釣の能力は生徒会で活用されるのが本人のためとする意見は夜夢と相容れなかったが、双方の応酬を見るに恋心を絡めた私心も多分に含まれていたようである。
そのため、ハルマゲドン開戦に先駆けて、双方ともに所属陣営から離れて一騎討ちの果たし合いに挑むことになった。
能力名：フラクタ
亜音速移動能力。自らの移動速度を限りなくマッハまで近づけることが可能。
自己最高記録は時速600kmで、彼自身が「たぶん可能」と“認識”しているためマッハへの到達も可能と考えられるが、後述するデメリットにより普段の戦闘では時速300km程度でとどめている。
移動速度が向上するだけで、彼自身の防御力を強化する効果はないので、ライダージャケットとフルフェイスのヘルメットで防御こそしているものの、時速400kmを超えたあたりから空気抵抗によって彼自身にダメージが及ぶというデメリットがある。
そのため、足場の悪さによる転倒や進路上に砂利をまかれるだけでも大ダメージを受ける危険性があり、普段の戦法は超スピードで敵に接近し、ゼロ距離まで近づいた瞬間に所持しているレンガ片を手放し、相手に激突させるというものである。

一之瀬 蒼也（いちのせ そうや）
- 学年：一年生

生徒会役員。
架神が最も親身に面倒を見ていた後輩で彼のことを実際に慕っていたが、顔面蒼白になりながらも生徒会への忠誠心から敬愛する先輩を特一級極刑執行に処する。自己評価が極めて低く自分を「ウンコ」などと卑下する一方で、承認欲求も高く生徒会に貢献しようという意志が強い。
戦闘には全く役に立たない能力者のためその方面でのエースからの評価は低いが、意志力をド正義から評価されてハルマゲドンでは鏡子討伐隊に加わる。得物は鋸やチェーンソーなど。
執筆段階で下の名前は「屠殺彦」だったが、出版に当たっては差別用語とみなされたためか、映画『悪魔のいけにえ』に登場する殺人鬼「ババ・ソーヤー」に由来する名へ差し替わっている。
能力名：テキサス・マスクゥル
食用動物をパック肉に変える能力。

ツミレ
生徒会役員。
空手を修めた少女であり、能力名の通り幻影を交えた戦い方をする。生徒会女子役員の中では一刀両断に次ぐ直接戦闘力を持つが、彼女に比べると一段劣る。ちなみに処女。
能力名：イリュージョン
自身の幻影を発生させる能力。

スピードスター五十嵐（スピードスターいがらし）
昨年の希望崎学園祭当日に出現した転校生迎撃に向かった魔人の一人。
小説版で彼らの詳細は生徒会・番長グループの武闘派魔人という以外明らかになっておらずに両陣営合わせて男女六名が落命したと記述されているのみだが、漫画版オリジナル要素として彼らの姿と瞬殺に至った戦闘の経緯が描かれている。ただし、漫画版で犠牲になったのは五名である。
左目付近に星の模様が入った長身の男。鬼無瀬雷観、マーシャルアーツ沢子と共に第一撃を喰らわせるが転校生を微動だにさせることは出来ず、返す一撃で葬られた。
ロケットパンチ固塚（ロケットパンチかたづか）
昨年の希望崎学園祭当日に出現した転校生迎撃に向かった魔人の一人。
漫画版オリジナル魔人の一人。能面のようなロボットの顔をした大柄の生徒。ロケットパンチを放つことが出来るが、転校生には全く効かずに受け止められる。転校生が起こした希望崎大橋の崩落に巻き込まれ、同じく遠距離からハンマーを放った範馬と共に海に転落した。範馬は生存したが、彼は死亡した五名に入ると思われる。
忍足（おしたり）
ド正義の特命を受けて番長グループに親書を渡しに行った生徒会所属メンバー。
が、親書があちらに渡ることがなく何者かに殺害されたため口舌院、架神の死に伴って既に激昂していた番長陣営を押さえることが出来ず、またド正義も開戦やむなしと見ることになってしまう。
金光（かねみつ）
ド正義が邪賢王、両性院両名の追跡・監視のために三方に放った生徒会所属メンバーのひとり。
稲田（いなだ）
ド正義が邪賢王、両性院両名の追跡・監視のために三方に放った生徒会所属メンバーのひとり。
凡骨 太郎（ぽんこつ たろう）
ド正義が邪賢王、両性院両名の追跡・監視のために三方に放った生徒会所属メンバーのひとり。カードゲームに関する能力を持っていたらしいが、その詳細が語られる機会はなかった。

### 番長グループ
邪賢王 ヒロシマ（じゃけんのう ヒロシマ）
- 学年：三年生
- 誕生日：9月7日

番長。学園でも屈指の怪力を持ち、険呑とした広島弁で喋る。
全身から悪臭を放つ筋骨隆々とした大男。ド正義卓也による旧番長グループ一掃の裏で前番長「戦慄のイズミ」を殺し、代々受け継がれていた伝統の長ランとともに番長位を奪い取った男。服装は伝統的なバンカラスタイルで、悪臭は長きに渡って洗濯されていない服から主に放たれている。
巌か、悪鬼羅刹を思わせる外見の厳つさと悪臭に加え、学内の無法魔人を取りまとめて「赤紙」による魔人生徒の殺害を含めた呼び出しなど、実像は見えにくいが明らかに脅威に見える存在と言うこともあって一般生徒からの評判は最悪。高い支持率の生徒会長と対極を為すような人物である。
漫画版では常人を越えた巨人に描かれているが（実際の身長は大柄だが常識的な範疇に収まっている）、これは本人が努力して気合いを入れた結果周囲からはそう見えているとされている。
実はド正義の幼馴染で、現在は袂を分かっているが家族ぐるみの付き合いであった。番長という職柄、強面な硬派を演じているが実際は気のいい人物で、本人の照れもあって好意や感謝を表立っては伝えられない不器用な男性。ただし、同じグループ内で彼の誠意はよく広まっており、慕われている。
性転換後は男だった時の面影のかけらもない小柄な美少女に変じる。アニメ声と全身から発せられるあざといほどの可憐さは、バカな番長グループの不良たちを大いに魅了した。
能力名：仁義なき戦い
自身の出血した血液を自在に操作する能力。
血液の凝固による止血、武器化など応用性は高いが邪賢王が校内の抑止力を担う頼みが学内に並ぶことのない腕力であることを考えると、基本的には補助的な役回りに留まる。

白金 翔一郎（しろがね しょういちろう）
- 学年：三年生
- 誕生日：7月8日

副番長。男子魔人剣道部主将。
“剣の悪魔”の異名を取る全国でも随一の実力を持つ魔人剣士。邪賢王の右腕として番長グループを取り纏め、下の者からの信頼は厚い。甘いマスクに加え、質実剛健とした態度と紳士的な物腰によって一般生徒からの風聞もさほど悪いものではなかった。
生徒会の名における男子魔人剣道部の一方的廃部通告、続く言葉の暗殺によって激昂。彼の意志は邪賢王にも抑えきれず全面抗争に踏み切ることになる。克己心の塊のような理想的武人だが、日常では少しズレており、似たような性格の一刀両同様やや天然ボケなところもある。
能力名：秘剣・鏡面殺
刀の刀身を巨大化させ、鏡の概念で反射しうるすべての攻撃を反射する能力。口舌院の能力と並び、番長グループの二枚盾と称される。

口舌院 言葉（くぜついん ことば）
- 学年：三年生

番長グループナンバー3。白金翔一郎の恋人。
ド正義卓也、鏡子らと並んで希望崎学園最強の魔人に挙げられるほどの実力者で番長グループの守りの要。生徒会との融和を説く穏健派であり、対処困難なほどに強力な能力を持っていたために架神によって暗殺され、ハルマゲドンの直接の引き金となってしまう。
小説版では開始時点で既に故人となっているため、イラストもなくわずかな回想で生前の人柄が偲ばれる程度になっているが漫画版では生前の活躍が描かれるオリジナルの過去編が追加されており、外見に加えて飄々とした性格と発揮されずに終わった能力の詳しい内容がここで明らかになった。
外見は巨乳の長身美人に描かれているほか「言霊」と書かれた扇子を手に敵味方を翻弄する。小悪魔的かつ常に余裕綽々な態度のままに入学当初の邪賢王を気に入って行動を共にし、彼を助ける。この際に多くの魔人を倒すほか、旧番長グループ幹部五人を単独で引き受け傷ひとつなく完勝した。
新番長グループ立ち上げ時に白金と共に初期メンバーとなり、この前後にかねてから気になっていた彼への恋心を邪賢王に吐露して口舌院本人が知らない間に番長が彼女に抱いた初恋を終わらせている。
能力名：騙しの美学
口舌院言葉とその味方に対するあらゆる敵対行動を相手自身に反射して自滅させる最強の防御・カウンター能力。
発動に当たっては話術によって相手を誘導する必要があるが、極めて多人数を相手にした後に喋り疲れる程度で実質制約はない。漫画版ではわずかな時間で十人近い相手を対象に入れていた。ただし、直接の悪意が籠った攻撃でなければ発動することが出来ない。

バル
- 学年：三年生

白金、口舌院に次ぐ番長グループの幹部。
邪賢王には劣るが恵まれた体躯の持ち主で、日本刀を背負った丸々とした巨漢。戦闘班班長を任されている。
温厚とも愚鈍とも言える表情をしているが、実際は気のいい男で物事を考えていないわけでもなく他の成員からも信頼を寄せられている。性転換でハズレを引いた代表格であり、肥満体の容姿は変わらぬままに胸が付き、髪型がサザエさんになっただけという驚愕の変化が語られている。
能力名：裏切帝（ウラギルティ）

服部 産蔵（はっとり さんぞう）
- 学年：三年生

男子魔人剣道部の副主将であり、白金、口舌院、バルに次ぐ位置にいる上級生。
漫画版では制服と忍装束を折衷したような格好をしており、覆面の奥には性転換の前後問わず、異性に縁遠い顔が隠れているようである。また、白金に続いたはいいが、男子剣道部の廃部に伴う上級生として最も遅い加入だったこともあって出来上がった人間関係に馴染めず存在感があまりなかったらしい。
竹刀試合では一刀両同様に白金に八割の力を出させる実力者である。実戦では忍者刀を用いた。
能力名：妊娠眼（にんしんがん）
目が合った女性を問答無用で孕ませる能力。
ただし、「相手が服部に好意を持っていること」「相手が全裸であること」という2つの成立条件があり、直接事に及んだ方が有意義なのではと作中でも言及されている全く無意味な能力。

鏡子（きょうこ）
- 学年：二年生
- 誕生日：8月10日

希望崎学園最強の魔人の一角に選ばれるほどの実力者。
外見的には校則通りのかっちりした服装に三つ編み眼鏡と、いかにも人畜無害で地味に見えるがその実態は宇宙一セックスが巧いと称されるビッチ。日々、数多くの生徒を襲って淫猥行為を働いているが、彼女の卓越した性技がもたらす快感によって被害を届け出るものは皆無であるという。
性の目覚めは小学生と早く、その際に担任教師を誘惑したことをきっかけに男をたらしこむための化粧とファッションを覚える。が、ある日鏡を覗く自分の姿に疑問を覚え、悟りを開いて魔人に覚醒する。自身の華美さに意味を見出せなくなったことで派手な服を捨て現在のスタイルに落ちつく。
性別や老醜すら問わず、人類すべてを愛する気概に満ちている彼女の包容力は抜きんでており、見かけ通り聡明な女性である。既に技量は一撫でで射精させ、少し時間をかければ無力化にまで持っていくことが出来る域にまで達している。最終的には衰弱死にまでもっていくことも可能であるが、本編開始の一年前にある好敵手を殺めた経験と、とある気概から現在では不殺を誓っている。
なお、彼女のやっていることを加味すると定義的には痴女に近いが、シリーズでは一貫してビッチと呼称されている。
能力名：ぴちぴちビッチ
遠隔視ビッチ能力。
己の持つ鏡の中に半径2キロ以内の任意の場所の映像を映し出し、その鏡の中に映った物質・人物に対し「卑猥な目的」でのみ鏡を通して干渉が可能。
また、鏡を通るのは鏡子の腕一本分のみであるが、例外的に相手が発した精液および愛液は通すことができる。
ちなみに鏡子の性技自体には魔人としての能力は一切関係がなく、研磨と鍛錬を重ねた彼女自身のものである。

白金 虹羽（しろがね こうう）
- 学年：一年生

白金翔一郎の弟。
スポーツの方面から魔人覚醒したことから高い身体能力を有する元気な少年で、周囲からは将来を期待されている。いつもはあっけらかんとした態度で兄のそばに控えていることが多いが、漫画版では心の奥底で優秀な兄と比べられることに重圧を背負う等身大な普通の少年の一面が明かされる。
能力名：万刻白嵐界（ばんこくはくらんかい）
どんな球でもバッティングの風圧で強制的にホームランに持っていくことが出来る能力。戦闘では付随して発生する衝撃波を攻撃に用いる。

夜夢 アキラ（よるむ アキラ）
- 学年：二年生

常に眼を閉じた美男子。瞼の裏には虚ろな眼窩が隠れている。
生徒会の「リンドウ」とは古くから馴染の親友であるとともに、ハルマゲドンでは友釣を巡って争う敵同士でもある。友釣の能力は番長の庇護の下で眠らせておくのが本人のためとする意見はリンドウと相容れなかったが、双方の応酬を見るに恋心を絡めた私心も多分に含まれていたようである。
そのため、ハルマゲドン開戦に先駆けて、双方ともに所属陣営から離れて一騎討ちの果し合いに挑むことになった。
シリーズ第二作『飛行迷宮学園ダンゲロス』には別世界における同一人物として登場しているが、立場は大きく異なる。
能力名：アイスクリーム
抉り取った自らの眼球を自由自在に操作する能力。
飛行範囲は本体から500mほど。二つの眼球は夜夢の視界とリンクしており、同時に二つの光景を見ることができる。さらに瞳の中に写真のように映像を焼き付けておくといった応用も可能で、偵察や戦況の把握に役立つ汎用性の高い能力。
また、魔人に覚醒して間もない頃にこの能力で女風呂を覗こうとし、眼球に熱湯を浴びせられて失敗した経験から、3年もの間自らの眼球を握り続けて鍛えた結果、邪賢王の膂力をもってしても砕けぬと称されるほどの硬度と質量を備えることになった。
戦闘時は二つの眼球を大リーガーの渾身のストレートをも凌駕するスピードで操り攻撃するだけでなく、眼球の上に乗ることで空中を浮遊するといった多彩な戦術で相手を翻弄する。

ヴァーミリオン・海我（ヴァーミリオン・かいが）
- 学年：三年生

美術部部長。隠れ魔人であり、隠れ番長グループ構成員。
そのため、番長小屋で対面した際には美術部員の両性院から二重の意味で驚かれた。実はむっつりスケベなところがあり、天音の肖像画を使って密かに性欲を満たし、学園祭では女子モデルを起用したヌードデッサン企画を用意していた。
漫画版では鷲鼻と細くひょろ長い手足の持ち主として描かれている。
能力名：ファンクションファイブ
描いた絵がモデルの現状に合わせてリアルタイムで変化する能力。周囲の環境も反映されるため、作中では情報収集手段として用いられた。
絵の更新頻度と鮮明さは最初に絵を描き終えた際の作品の完成度に比例する。

歩 透（あゆみ とおる）
- 学年：一年生

両性院が死のきっかけを作った歩渡の弟。兄の遺体に不審な点を覚え、死の前後に立ち会った両性院の能力にあたりを付ける。
彼自身は兄の死に思うところはなく、むしろ礼を述べるほどであり彼自身も兄とは違って特段異常と言えるところのない普通の性癖を抱えているに過ぎない。漫画版では兄そっくりの容姿で描かれている。
能力名：虚飾の王
なお、彼の能力詳細について本編で語られる機会はなかったが、Web上で発表された作者の手による二次創作小説で詳細が明らかとされた。

立川 トシオ（たちかわ トシオ）
- 学年：三年生

エコの精神とバイクへの愛が結びついたことで魔人覚醒を果たした男。
漫画版では素肌の上からオーバーオールを羽織ったスキンヘッドの男として描かれ、性転換後は邪賢王と同じアタリの容姿を引いた組として美少女になっている。学園祭で共に過ごす相手を見つけられず便所飯寸前に陥った服部に声をかけるなど、見かけによらず付き合いの良い男でもあった。
能力名：アメリカンチョッパー
生ゴミからハーレーを生み出す能力。燃料は尿であり、静音性にも優れている。

駒沢（こまざわ）
- 学年：一年生

「静かなる駒沢」の異名を取る目立たない印象の男子生徒で見たままに気が弱く押しも強くない。
一人でいることを余儀なくされるあげはに対して最初から親近感を抱いており、番長グループの一員として志願して最初に接触を図る。彼女の心を開き、日常を送る中で二人の関係は初々しい恋人の仲にまで発展することになる。
能力名：I.Z.K（いつからいたの？ ぜんぜん気付かなかった！）
自己の存在感を限りなく薄くするステルス能力。発動中は目立つ行動さえ取らなければ発見されることはまずない。
また、駒沢に触れている者も同様に能力の恩恵にあずかることが可能。ただし、彼本人の意志に関わらず勝手に発動することもある。そのため、かつては彼自身も孤独感に苛まれていたという。

あげは
- 学年：一年生
- 誕生日：7月20日

ゴスロリ姿の小柄な美少女。駒沢とは恋仲。
希望崎入学から番長グループ加入前は極めて不安定な心理状況にあり、能力の危険性から周囲からは戦々恐々として爆発物を囲むような扱いを受けていた。いつ能力を暴発させてもおかしくない危険な状態にあったが、駒沢の助けも借りて番長グループには仲間の一人として受け入れられ精神を安定させる。
能力名：メルヘン・メン＝ヘル
無差別大規模無理心中能力。
あげはが自傷もしくはそれに類する行為で傷を負ってから傷が塞がるまでの間、半径30メートル内に無数の「天使」を出現させる。
この状態であげはが傷を負った際、上記の危害半径内にいるすべての人間に「天使」が同じ傷を負わせる。この攻撃は回避不可能であり、あげはが致死傷を負った瞬間、効果範囲にいるすべての人間の死がほぼ確定する。自傷行為に関連する能力のため、本人の意志とは別に衝動的に発動する恐れも大きい。

ゆとりのひでゆき
- 学年：一年生

白金虹羽、歩透と同じ一年生ということもあって仲がよく共に行動していることが多い。
かつて虹羽とともに鏡子によって“しぼられた”ことがあり、そのことから彼女のことを畏怖しつつも慕っている。なお、その詳細に当たる箇所は出版に当たって担当編集者の要望によって削除されたものの、作者がWeb上で公開している。
能力名：ゆとりの日々
詳細不明。「ゆとり」概念に関する能力らしい。

世紀末覇王（せいきまつはおう）
昨年の希望崎学園祭当日に出現した転校生迎撃に向かった魔人の一人。
半裸に皮サスペンダー、ホッケーマスクを被った男。邪賢王の新番長就任に伴い、カチコミをかけて返り討ちに遭った不良の中に彼の姿が確認できる。
鬼無瀬 雷観（きなせ らいかん）
昨年の希望崎学園祭当日に出現した転校生迎撃に向かった魔人の一人。
着流しに刀を差した侍風の男。
シリーズ第二作『飛行迷宮学園ダンゲロス』には別世界における同一人物として登場しているが、立場は大きく異なる。
マーシャルアーツ沢子（マーシャルアーツさわこ）
昨年の希望崎学園祭当日に出現した転校生迎撃に向かった魔人の一人。

### 転校生
ユキミ
- 誕生日：6月20日

長谷部に召喚された三人の転校生の一人。
外見は筋肉質で日に焼けたスポーツマン風の年若い高校生くらいの好青年。三人の中ではリーダー格で、場数を踏んだベテラン転校生。沈着冷静に物事を運ぶ慎重派で、何事も情報を集めてリスクを最小化してから決断するタイプ。後輩二人からは信頼されているが、ムーからは慎重を期すぎて好機を逃がすとごちられることも。
元は六〇年代の日本出身で、学生運動の闘士としてド正義克也らとともに「学園自治法」成立に関わった経験を持つ。
能力名：有無（うむ）
地図にペンで輪郭線を描くことで発動する。単独では意味がなく、他の魔人に持たせることで地図に明示した範囲にまで魔人能力の効果範囲を拡大・縮小させることが出来る。
見当違いな箇所を丸で囲んだ地図を押し付けることで危険な能力を事実上封印したり、逆に広範囲を囲った地図と即死能力と組み合わせることで大量殺戮を行ったりと応用性では群を抜き、その気になれば世界を滅ぼすことも可能という非常に強力な能力である。ちなみに能力の基点となった地図はユキミ本人の生死とは関係なく効果を継続させる。

黒鈴（くろすず）
- 誕生日：1月27日

長谷部に召喚された三人の転校生の一人。
外見は二次元から抜きだしたような不思議な制服を着た140cmほどの小柄な美少女。当然貧乳。常に眠たげな眼をしている。ユキミ、ムーと組んだ仕事歴は長いらしい。作中の年代（2010年）を基準とすると、ムー同様に未来世界の出身である。戦闘ではナイフを用いる。
表面上はそっけない態度を崩さないものの仲間思いで年頃の女の子らしいところも時に見せる。
能力名：XYZ
コピー能力。発動こそ厳しいものの、条件を満たせば得た魔人能力を元の所有者同様に完全に理解、運用することが出来る。
原作・漫画版問わず能力の前提として得たい能力を持つ魔人の脳髄（損壊していないことが条件）を必要とする。原作ではその特定部位を直接摂取する必要があったが、漫画版ではそれを捧げ引き換えに出現するプリン（のような物体）を完食するといういささかオブラートに包んだ条件に変更されている。ただし、現れるプリンは生理的嫌悪感が高いうえ、非常に不味い。元はゾンビ映画を見ながらプリンを食べていた際、姉と交わした何気ない会話から企図せずして覚醒した能力である。
ちなみに能力の取得期間は嚥下完食してから、完全に消化排泄もしくは内容物を吐瀉するまで。

ムー
- 誕生日：7月3日

長谷部に召喚された三人の転校生の一人。
外見は糸目でにこやかな表情をした華奢な少年。お調子者で三人のムードメーカー役。三人の中では最も年若いルーキーで頭は悪くないものの転校生の無限の攻防を過信することが多く、ユキミに度々釘を刺されている。三人の例に漏れず利便性に富む能力を持つが、先輩二人が単独では意味のない能力者のため、スリーマンセルでは主に先行する役目を担う。
能力名：木曜スペシャル
広大な宇宙では地球を訪れるUFOは無数であり、その中で地球人、狭めてはムー個人に友好的な宇宙からの訪問者がいてもおかしくないという認識の下、双方の友情に従って運用される能力。ちなみに作中で彼が訪れる希望崎近郊ではUFOの目撃例は非常に多く寄せられているが、宇宙人自体の実在については文中では濁され、断言されていない。
UFOは能力者の視覚範囲内では自由に召喚でき、狙った対象を本人に自覚のないうちに瞬時にアブダクション（＝誘拐）、インプラント処置を施してこの間の記憶を消したのちに任意の地点で解放する。
また、インプラントで取り付けられた装置によって能力者は取り付けられた対象の視聴覚を任意で同期することも出来る。UFOには能力者本人も乗り込んで高速で移動することもでき、作中で明らかになっている範囲ではアブダクション同様に数キロを一瞬で到達可能である。
移動・行動阻害、拉致、情報収集など広範囲に運用可能な非常に優秀な能力のひとつ、彼の動きから能力の全貌を察することも難しい。

鏡介（きょうすけ）
鏡子が百歳の天寿を全うした世界における彼女の曾孫。
本編では出身世界を含む三つの世界に登場する人物であり、本作の世界観を象徴する存在ともいえる。
未熟児として生を受けた日から鏡子による性の手ほどきを受け、曾祖母に対する恋慕の感情とセックスの技術を育んできた男子。小学校入学以降は半径2キロ内で常に鏡子の右手を恋人のように母親のようにして生きてきた。
高校生になり、鏡子が亡くなった際には後を追って命を絶とうと考えるまでに思い詰めていたが、葬儀場に現れた識家の男（阿摩羅識あらか）の勧めに従って通常の手段でない特例で「転校生」にしてもらい、鏡子を手に入れるために二つの世界に現れることになる。
本編の世界においては一年前の希望崎学園祭当日に現れた転校生。迎撃に現れた精鋭たちのうち、ド正義を一撫でで射精・無力化に追いこむのを皮切りにそのすべてをわずかな時間で殺害もしくは無力化する。直後、何かに突き動かされるままに現れた鏡子と互いの局部をさらしたままノーガードでの性技の果たし合いに移行する。そのまま手加減抜きでの互角の戦いを繰り広げるが、僅差で敗北し精液の海に沈んで事切れた。
本編においては両陣営の対転校生戦略のヒントとなった人物としてまごうことなき強敵として描かれているが、ハルマゲドンが起こらなかった世界では同じく襲撃をかけても驚きの弱さによって両陣営に一蹴され、鏡子には足腰が立たなくなるまで抜かれ、挙句の果てには元の世界に帰ることもできずに橋の真下で架神「恭介」等による差し入れで辛うじて食いつなぎホームレス生活を送る、という扱いの悪さで描かれている。
固有の魔人能力としては空間を歪めて相手を引き寄せるという性質の能力を有している。
播磨（はりま）
重傷を負ったユキミと治療を行った黒鈴との会話の中で登場した人物。先生と呼ばれていることから転校生の世界における医療従事者と考えられる。

#### 識家
末那識 千尋（まなしき ちひろ）
小説版では冒頭と幕間において「プレイヤー」の「架神恭介」にルール案内を行った人物であり、GKの化身と思しき存在。
作中世界では「転校生の世界」に座す「神」というべき魔人。彼女の妄念の中に無数の世界が生まれ、消えていく。その無数の世界の一つが本作における主な舞台となった。白痴のような表情で常に呆けている禿頭の少女。額には穿頭の跡があり、そこからガラス越しに脳が覗く。
阿頼耶識 そら（あらやしき そら）
識家の一員。ゆまの姉。
白いドレスを着たショートカットの少女。千尋の無意識から切り出して世界を創造する際には「人と人との関係性」を担当する。
阿頼耶識 ゆま（あらやしき ゆま）
識家の一員。そらの妹。
白いドレスを着たショートカットの少女。千尋の無意識から切り出して世界を創造する際には「時代設定」を担当する。
阿摩羅識 あらか（あまらしき あらか）
識家の一員。白スーツ姿の男。
作中では転校生の世界への案内人として度々顔を出す。千尋の無意識から切り出して世界を創造する際には「舞台設定」を担当する。

### 魔人小隊
神乃（かみの）
一尉。
部下の月読二尉にある指令を下す。
『ダンゲロス1969』に登場する「神乃 太陽（かみの たいよう）」の別世界上における同一人物と思われる。
月読 零華（つくよみ れいか）
二尉。
作中で暗躍する魔人小隊の指揮官であり、ハニートラップの専門家。
非常に限定的かつアイデンティティーを疑われる能力を有しており、魔人警察の採用試験で恥を忍んで披露した際も「使えない」と一蹴される。そのため、自分を拾い上げてくれた魔人小隊と社会への帰属心は非常に強く、自ら「国家の犬」たらんとしている。
能力名：イガクリ真拳
自身の陰部を見入った者の両目を含み針で射貫く能力。

阿頼耶識 そら（あらやしき そら）
准尉。
識家の同名の人物と下位世界上の同一人物と思われる禿頭の女性。
能力名：ラージギール
そら自身および接触している登場人物からありとあらゆる「関係性」を切断し、物語上「認識」できなくする最強のステルス能力。人と人との「関係性」と「認識」によって存在が成立する本作の世界観（此縁性）において、それらと無縁になることはもはや“ない”ものと同義ということになり、発動中の発見はありとあらゆる光学的手段を用いても不可能、いかなる攻撃や魔人能力を回避することが出来る。
ただし、「関係性」を遮断する都合上、能力発動中は外界に対して干渉を行うことが出来ず、一方的に攻撃を仕掛けるなどということも出来ない。発動条件にそらも禅定に入る必要もあるため、発動中は輿で運んでもらっている。

es（エス）
元フットサル選手であり、リフティングの名手。
能力名：ネクロマンス・ダンス
死体の頭部を一万回リフティングすることで対象の死の直前五分間までの記憶を共有することが出来る能力。漫画版では死体損壊に当たるためかリフティングの対象が頭部を捧げることで出現するサッカーボールに変更されている。

イズミノ

能力名：リクィド・ファイア
魔人能力探査能力。
液体の表面をモニターに見立て、上からイズミノの唾液を垂らすことで発動。現在、能力を発動している魔人の位置を知ることが出来る。

出鯉 舞（でこい まい）
二曹。衛生兵。
能力名：ダイナマイト・ドレス
視界内に収めた対象の衣服からダイナマイトを生成し、任意のタイミングで起爆することが出来る能力。威力は生成時間によって変動する。

### その他
戦慄のイズミ（せんりつのイズミ）
前番長。
ド正義、邪賢王入学前に旧番長グループを束ね、希望崎学園を恐怖で覆い尽していた男。
ド正義による旧番長グループ粛清の最終局面において邪賢王に討たれ、番長位を証の長ランと共に奪われる。
漫画版ではオリジナルの過去編が追加されている。それによると生前は戦闘狂であり、地獄のような学園を作り上げたのは戦いを求めるあまりのことであった。学園の憎悪を己の一身に集めることで敵を作りだし、その結果として邪賢王との交戦一年前に致命的な打撃を頭部に受けていた。
そのため、既に自我を失い反射的に戦闘行動を取るだけのほとんど骨と皮ばかりの肉人形と化していたが、部下からの人望が皆無であったために幹部たちからは悪漢たちをまとめる看板としての価値しか認められずに閉じ込められ、手の付けようがないので殺すこともできずに生かされ続けた。
最終的には恐怖と憎しみを集めることが愚かしいという教訓を学び取った邪賢王に引導を渡される。
能力名：龍殺し
意識を覚醒した瞬間、最初に視界に入った物体を粉砕する能力。過去に希望崎に存在した「龍を召喚する魔人」相手にこの能力で龍殺しを成し遂げたことからこの名が付いた。ちなみに前述の通り彼自身や能力の詳細は漫画版で追加されたものであり、小説版では能力名も明らかにはなっていなかった。

ド正義 克也（ドせいぎ かつや）
ド正義卓也の実父。
魔人差別撤廃を目指す学生運動において主導的な役割を果たした学生セクト「プロテスト魔人連盟」の議長を務めた男性。
「学園自治法」に至る思想潮流を先導するほか、運動の最終局面となる東大安田講堂攻防戦において当時攻囲に加わった機動隊員の七割を能力を用いて殺害し、法案成立の決定打となる。
法案成立後は運動から身を引き、私立大学に教職を得て以後は生涯大学敷地内から出ることはなかった。息子卓也は父に顔立ちがよく似ており、そっくりと評されるほどだった。卓也は父が深く関わった「学園自治法」に限界を感じ、複雑な内面を抱えながらも彼に深い尊敬の念を抱いていた。
能力名：革命の構造
詳細は『ダンゲロス1969』に詳しい。

筑摩 泰斗（ちくま たいと）
ド正義克也の友人で学生運動では同じセクトの幹部として共に戦った。
芋のような顔をした男性で、同じ境遇にある多くの魔人同様にまともな職に就けずに苦しい生活を送っていたが友人を恨むこともなく時々訪れてはド正義親子と変わらぬ親交を深めていた。
紅畑（べにばたけ）
漫画版のみの登場。
『ダンゲロス1969』に登場する「紅畑 詩衣豚（べにばたけ しいとん）」の別世界上における同一人物と思われる。
ド正義克也とは同セクトの幹部として共に戦ったが、「学園自治法」成立後も活動を継続、かつテロリズムに運動内容を変質させたメンバーの一人。肉毬のような容姿の男であり、体を膨張させたり、跳ねて押し潰したりと言った性質の魔人能力を持つ。
清水（しみず）
魔人公安に属する老刑事。
『ダンゲロス1969』に登場する「清水 一物（しみず いちもつ）」の別世界上における同一人物と思われる。
かつての学生運動に警察側から対峙した一人。その最中でド正義克也に煮え湯を飲まされ、猜疑心から彼のことを継続監視していた。迫る定年の中で焦りを隠せず、とうとう強硬手段に打って出ることに。
シルヴィア・リリン・スカーレット
ド正義克也がユキミの能力を封じるために紹介した占い師。
能力名：メビウスの憂鬱
無限とゼロの距離概念を操作し、被術者にとって双方の認識を同一化させる能力。
掻い摘むところ、小説版では副作用として漫画版では主作用として極度の方向音痴にさせる能力と説明されている。

## 用語

### 魔人
魔人（まじん）
自身の「認識」を他者に「強制」することで特殊能力を行使する力を得た者たちの総称。
主に「覚醒」と呼ばれる現象を経ることで魔人となる。「覚醒」のきっかけは様々で、作中では何気ない日常会話やちょっとした思いつきからはじまり、トラウマになりかねない壮絶な体験に至るまで多種多様な経緯が語られている。そのため狙った能力を得ることが出来るわけではない。
覚醒の時期が幼児期や思春期（特に中学二年生）に偏っているため、比較的攻撃的・性的な能力に目覚める傾向が強いが、基本的に統一性はない。多くは覚醒と同時に常人を遥かに越えた身体能力を獲得し生命力も強いが、銃火器に耐えられる魔人はごく一部に限られ、常人並みかそれ以下の身体能力しか持たない魔人も存在する。
また覚醒直後から思春期特有の万能感や攻撃性に支配され殺人・強姦などの重犯罪に手を染める者も多いことから社会からは疎まれ、職業差別などを受ける。そのため、社会にカミングアウトしない隠れ魔人も数多い。
転校生（てんこうせい）
時空の旅人とも呼ばれ、契約に応じて異世界から召喚される魔人の総称。
報酬次第でトイレ掃除のような些事から国家転覆のような大事業まで契約次第でどのような依頼でも請け負う集団で、歴史の転換点に必ず居合わせると恐れられている。
各人が持つ固有の魔人能力に加え、通常の手段ではかすり傷ひとつ負わせることが出来ず何気ない礫が必殺の一撃になるなど総じてでたらめな強さを持ち、彼らの強さはベクトルが違う、無限の攻撃力、防御力とも称されている。
転校生を召喚するための手順として作中で判明しているものとして、依頼主が五十桁からなる電話番号を入力した先につながるカスタマーサービスに連絡し、目的に合わせて派遣される彼らが必要とする報酬を用意する必要がある。なお報酬は生きた人間であるが、それを必要とする理由は不明。依頼遂行の際に引き裂いて持って帰るその僅かな痕跡から現地民は報酬の末路を窺い知ることが出来る。
彼らが召喚先の世界で活動するに当たって「嘘を付けない」などの基本的なルールを定められるほか、事前に取り決めた契約書の内容を遵守しなければならない。契約面でこそ融通は利かないが、文面から外れた詳細な活動方針などについては依頼主の言葉でも従う義務は持たず、独自の意志で行動する。
魔人の一種である通り普通の魔人から転じた存在であるが、そのなり方などは謎に包まれている。不老であるが不死では無く依頼途中で落命する転校生も決して珍しくはない。彼らの持つ死生観や世界観は独特であり、長く活動しているベテランの転校生は超然とし、人の生死に頓着しない傾向にある。
認識の衝突（コンフリクト）
他の手段で転校生に変じる手段はあるようだが、識家が管轄する魔人はその大半がこの現象を体験した後に転校生に転じる。
識家（しきけ）
転校生たちをまとめる魔人の集団で、本作の世界観を形作るルールの擬人化と言うべき存在。仏教の意識作用「識」にまつわる姓を持つ。
時の概念のない世界に居を構え、転校生に依頼の斡旋を行って各人にとっての「理想の世界」を作るための手助けと世界設定の変更を請け負っている。
魔人警察官
職業差別が根強い魔人の中でも魔人自衛官と並び安定して雇用が見込まれる職種のひとつ。
対魔人犯罪に主に投入されるが、一般的に同属嫌悪が根強く魔人犯罪者相手にしばしば虐殺に走るということで恐れられている。
魔人中隊
陸上自衛隊普通科が抱える特殊部隊のひとつ。
名の通り、全員が魔人によって構成され対転校生など特殊な事態に合わせ投入される。多くの事例で小隊規模に編成されて作戦に従事するため「魔人小隊」と呼称するのが一般的になっている。軍人の統率と魔人の機転を併せ持った魔人小隊は対魔人戦に特化しているため、転校生が交戦を忌避するほどに強力な相手であるという。

### 舞台
学園自治法（がくえんじちほう）
簡潔に言えば日本国内の学校敷地内に政府の統治権が及ばない「治外法権」を付与する法律。
シリーズにおいて学生同士の抗争に公権力が介入しない理由づけとして根幹を為す設定である。六〇年代に巻き起こった魔人差別撤廃を目的とした学生運動末期、警察当局に多大な犠牲を払わせた恐怖から政治的妥結として成立した。経緯についてはシリーズ第3作『ダンゲロス1969』に詳しい。
成立当初から危険性は囁かれていたが、施行から数年で矛盾は発露する。全国各地の学園内に不良魔人が結集した集団「番長グループ」が発生し現地の治安維持機構を破壊、一般生徒や教職員を暴力で支配する事例が続出した。
学園側は治安維持のために魔人体育教師を大量雇用したり、一般生徒も「生徒会」を組織して「校則」という形の刑法を定め強制力をもたせようとするなど対抗はしているが、施行の前後で国内の治安が著しく悪化したことは確かである。
希望崎学園（きぼうさきがくえん）
本作の舞台。
東京湾に浮かぶ半径4kmほどの巨大人工島を丸々敷地とした「魔人学園」で練馬区と同等という広大さを誇る。他に魔人学園では関西の「羅漢学園」などが有名。
本編開始年度では隠れ魔人を含めれば全校生徒の二割（百名以上）という通常の数十倍を越える比率で魔人が入学しており、二年前に現生徒会長「ド正義卓也」が治安を確立するまでは全国でも有数の危険地帯として知られていた。
1983年開校当初は魔人を受け入れない方針で運営を開始したが、世論に負けなし崩し的に魔人を受け入れた結果「番長グループ」の形成と学園側の警察力の崩壊を招く。最終的には一般生徒が百名以上の犠牲を払った全面戦争という惨禍を招き、校内施設も全壊した。
学園が現在の姿になったのはこの復旧の際のことである。旧来は普通の高等学校でしかなかったものが住宅地の立ち退き買収を経て広大な敷地を獲得し、巨大な「新校舎」など多くの施設が対魔人建築によって建てられた。本土からは「希望崎大橋」という一本の橋によってのみ結ばれている。
戦闘破壊学園ダンゲロス
希望崎学園の別称。由来は希望崎学園が学園周辺も巻き込んで盛大に抗争を行い破壊と暴虐の限りを尽くした時代に設置された「この先、DANGEROUS！ 命の保証なし」と書かれた看板を読めなかった地元不良が「ダンゲロス」と誤読したため。
ハルマゲドン
希望崎学園内での紛争解決を行う上での最終手段。文字通り敵対し合う陣営の生存を賭けルール無用の殺し合いをする最終戦争であり、いずれかの陣営の全滅が確認されるまで解除されることはない。校長の宣言によって発令し、期間内は一般生徒の登校を禁止されるほか全学業、全校則が停止される。

## 影響
「このライトノベルがすごい!2021」単行本・ノベルス部門と新作部門でダブル1位を獲得した異修羅の作者珪素は、原作ゲーム版のプレイヤーであり、プレイヤー同士で作品を投稿し、星の評価で競争しようとなったことが、オリジナル小説を執筆したきっかけである。

## 書誌情報

### 小説
- 架神恭介　戦闘破壊学園ダンゲロス、講談社BOX Powers BOX、2011年2月01日 ISBN 978-4-06-283759-0
- 架神恭介　戦闘破壊学園ダンゲロス、ちくま文庫、2016年5月 ISBN 978-4-480-43357-2

### 漫画
- 戦闘破壊学園ダンゲロス 1 2012年06月06日 ISBN 978-4-06-382187-1
- 戦闘破壊学園ダンゲロス 1 初回限定版 2012年06月06日 ISBN 978-4-06-362225-6
- 戦闘破壊学園ダンゲロス 2 2012年11月06日 ISBN 978-4-06-382237-3
- 戦闘破壊学園ダンゲロス 2 初回限定版 2012年11月06日 ISBN 978-4-06-362234-8
- 戦闘破壊学園ダンゲロス 3 2013年04月05日 ISBN 978-4-06-382286-1
- 戦闘破壊学園ダンゲロス 4 2013年09月06日 ISBN 978-4-06-382349-3
- 戦闘破壊学園ダンゲロス 5 2014年02月06日 ISBN 978-4-06-382413-1
- 戦闘破壊学園ダンゲロス 6 2014年07月04日 ISBN 978-4-06-382488-9
- 戦闘破壊学園ダンゲロス 7 2014年12月05日 ISBN 978-4-06-382539-8
- 戦闘破壊学園ダンゲロス 8 2015年05月01日 ISBN 978-4-06-382608-1